# Turcópolo

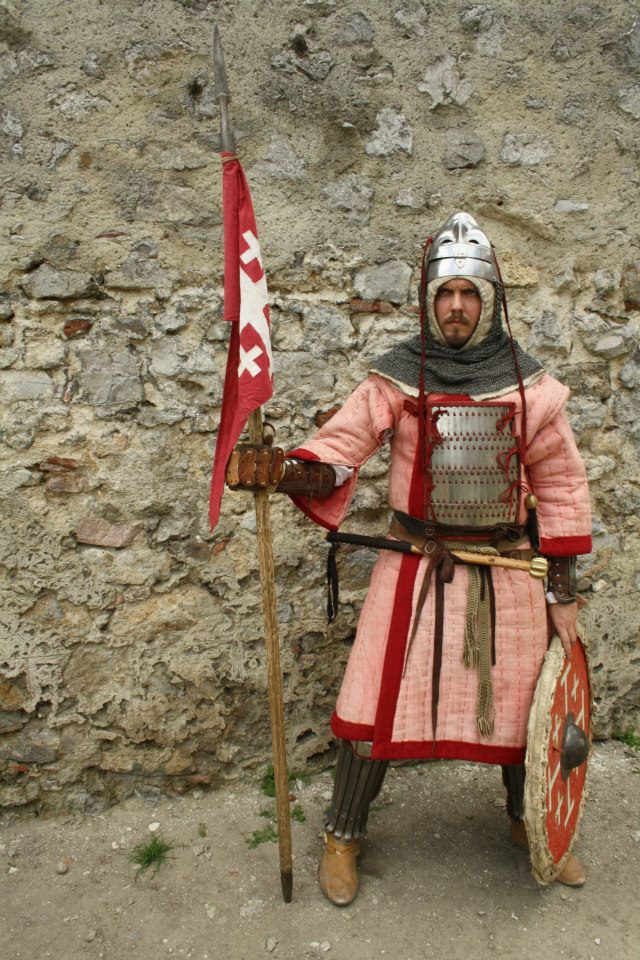
Reconstrução histórica do equipamento de um Turcopole do século XII

Durante o período das Cruzadas, os turcopoles ou turcópolos (do grego antigo: Τουρκόπουλοι, "filhos dos turcos") eram tropas recrutadas localmente pelos estados cristãos no mediterrâneo oriental. Eram muitas vezes filhos de pais de diferentes religiões.
Os turcopoles incluíam cavaleiros e alguns usavam arcos, e por esse motivo muitos historiadores referem-se a eles como arqueiros montados especializados em certas funções, como o reconhecimento ou o uso de táticas de cavalaria ligeira com lanças e arcos. No entanto, pese embora eles tenham ocasionalmente desempenhado essas funções, segundo o historiador R.C. Smail não é razoável assumir que todos os turcopoles eram cavaleiros e arqueiros tendo em conta a escassa informação disponível.

## História
Um problema recorrente dos estados cristãos no mediterrâneo oriental era o insuficiente número de cruzados, cavalos e armas disponível. Até certo ponto, a solução para este problema passou pelo recrutamento dos turcopoles, que usavam cavalos e equipamento igual aos seus oponentes. O custo de pagar os mercenários entre os turcopoles foi uma das razões específicas para as repetidas doações monetárias enviadas da Europa.
Na decisiva Batalha de Hatim em 1187, a Historia Regni Hierosolymitani regista que 4 000 turcopoles faziam parte do exército cristão. No entanto, o historiador Steven Runciman considera este número exagerado, e nota que a cavalaria ligeira muçulmana presente na batalha provavelmente estava melhor equipada do que os turcopoles.